# Ovčinec (zaniklá ves)
Ovčinec je zaniklá středověká vesnice na katastrálním území vsí Krásensko a Rychtářov v okrese Vyškov. Nacházela se mezi potokem Rakovcem a potokem Malou Hanou, na jih od Studnic. Přesná lokalizace byla určena na základě archeologického průzkumu. Vesnice je naposledy zmíněna v písemných pramenech v roce 1526, kdy byla uváděna jako pustá.  

## Historie
Ovčinec patřil mezi vesnice, které vznikly v období středověké kolonizace Drahanské vrchoviny. První písemná zmínka o existenci vsi pochází z počátku 16. století, kdy byla již pustá. Podle archeologických nálezů existovala již ve 13. století a k jejímu zániku došlo pravděpodobně ve 14. století. Příčinou mohly být změny v hospodářských podmínkách, války nebo epidemie.

## Archeologický výzkum
Lokalitu Ovčinec identifikoval profesor Ervín Černý, který zde povrchovým průzkumem zjistil stopy po sedmi jednoprostorových staveních. V jedné ze sond byla nalezena keramika z konce 13. století až první poloviny 14. století.  

## Současný stav
V místě bývalé vesnice jsou patrné terénní relikty, včetně pozůstatků původní plužiny o rozloze 250 × 100 metrů. Lokalita je chráněna jako významná archeologická památka.